# バサッパ・ダーナッパ・ジャッティ
バサッパ・ダーナッパ・ジャッティ（Basappa Danappa Jatti、1912年9月10日 - 2002年6月7日）は、第5代インド副大統領である。1977年2月11日から7月25日まではインド大統領代理も務めた。 

## 出生
ジャッティは1912年9月10日、現在のカルナータカ州ビジャプール地区ジャムカンディ・タルクのサバルギで生まれた。

## 政治家として
その後、ジャッティは第5代インド副大統領とインド大統領代行を務めた。

## 死去
ジャッティは2002年6月7日に死去。多くの人々に称賛されながらその生涯を閉じた。